# John I. Cox
John Isaac Cox, född 23 november 1855 i Sullivan County, Tennessee, död 6 september 1946 i Abingdon, Virginia, var en amerikansk demokratisk politiker och jurist. Han var guvernör i delstaten Tennessee 1905-1907. Tennessees flagga togs i bruk i dess nuvarande form under hans tid som guvernör.
Cox studerade juridik och inledde 1885 sin karriär som advokat i Tennessee. Han arbetade sedan som domare och senare som åklagare. Han blev 1900 invald i delstatens senat. I egenskap av senatens talman tillträdde han 1905 som guvernör efter att James B. Frazier avgick för att tillträda som senator för Tennessee. Cox förlorade demokraternas primärval inför 1906 års guvernörsval mot Malcolm R. Patterson. Cox tjänstgjorde därefter tre tvååriga mandatperioder som ledamot av delstatens senat på nytt.
Hans grav finns på Glenwood Cemetery i Bristol, Tennessee.